# Momordica cardiospermoides

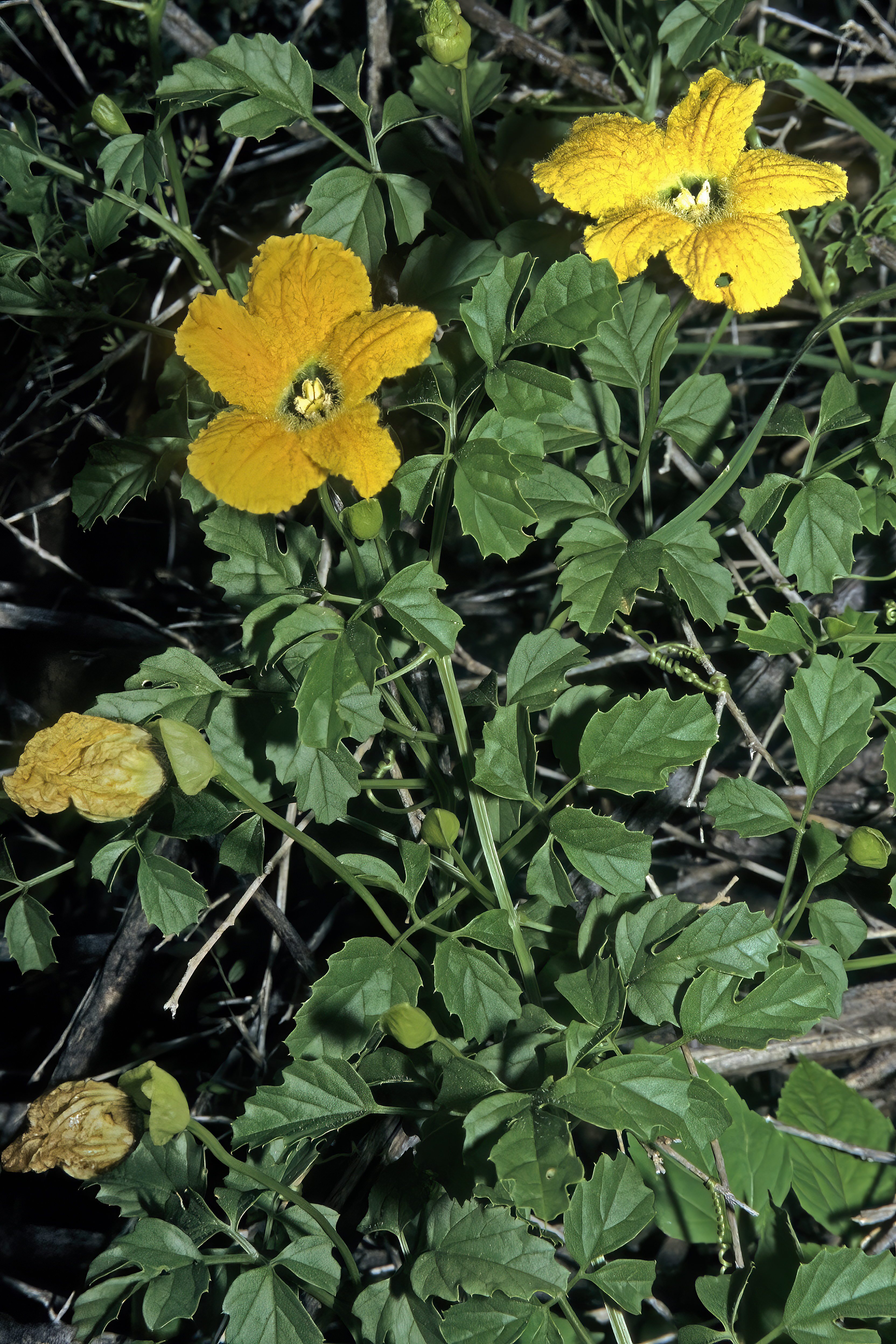
Momordica cardiospermoides

Momordica cardiospermoides là một loài thực vật có hoa trong họ Cucurbitaceae. Loài này được Klotzsch mô tả khoa học đầu tiên năm 1861.